# Horst Klee (Musiker)
Horst Klee  (* 1952 in Bad Kreuznach) ist ein deutscher Gitarrist.
Klee lehrt klassische Gitarre am Konservatorium in Wiesbaden und an seiner Musikschule in Bad Kreuznach.

## Tondokumente
- Die schönste Klassik für Ihre Hochzeit; München: Koch International, (2001)
- Die Kunst der Gitarre; München: Koch International, (1998)
- Lyrische Gitarrenmusik; München: Koch International, (1998)
- Die spanische Gitarre; München: Koch International, (1993)
- Die Gitarre; München: Koch International, (1993)
- Horst Klee - Gitarre; München: Koch International, (1993)
- Werke für Gitarre; Weiss, Silvius Leopold. - München: Koch International, (1991)
- Werke für Gitarre; Ponce, Manuel María. - München: Koch International, (1991)
- Die spanische Gitarre; Eschborn: Solist-Musikverlag, (1984)
- Meisterwerke der Gitarre; Eschborn: Solist-Musikverlag, (P) (1980)